# والتر یوزف فیشل
والتر یوزف فیشل (به آلمانی: Walter Joseph Fischel) (متولد ۱۲ نوامبر ۱۹۰۲ - درگذشت ۱۴ ژولای ۱۹۷۳)پروفسور یهودی‌شناسی و تاریخ دانشگاه کالیفرنیا، سانتا کروز است
والتر جوزف فیشل، پژوهشگری در زمینه یهودیان شرق و تمدن اسلامی بود. او در فرانکفورت آلمان به دنیا آمد و مدرک علوم سیاسی خود را از دانشگاه فرانکفورت دریافت کرد و سپس دکترای خود را از دانشگاه گیسن گرفت. در سال ۱۹۲۶ به اورشلیم (قدس) نقل مکان کرد، جایی که از دانشگاه عبری اورشلیم دکترای خود را دریافت کرد و به عنوان پژوهشگر و مدرس در دانشکده مطالعات شرقی منصوب شد. او تا سال ۱۹۴۵ در دانشگاه عبری اورشلیم ماند. در سال بعد، او به طور دائم در برکلی ساکن شد و به عنوان استاد زبان‌ها و ادبیات سامی در دانشگاه کالیفرنیا مشغول به کار شد و تا بازنشستگی در سال ۱۹۷۰ در این سمت باقی ماند. پس از بازنشستگی، به عنوان استاد مطالعات یهودی در دانشگاه کالیفرنیا در سانتا کروز بازگشت و تا زمان مرگش به تدریس ادامه داد.
فیشل یک پژوهشگر پرکار و فردی با علایق متعدد بود. زمینه‌های اصلی تحقیق و انتشار او حول دو موضوع عمده می‌چرخید: (۱) تاریخ جوامع یهودی در خاورمیانه، آسیای مرکزی و شبه‌قاره هند و (۲) تاریخ و تمدن اسلامی. تحقیقات و آثار او در زمینه یهودیان در سرزمین‌های اسلامی، پیشگامانه و مشارکت‌های قابل توجهی در زمینه‌ای بود که نسبتاً به طور ناکافی مورد مطالعه قرار گرفته بود، یعنی تاریخ و فرهنگ یهودی. نخستین رساله او تحت عنوان «یهودیان در زندگی اقتصادی و سیاسی اسلام قرون وسطی» (۱۹۳۷)، که بعدها توسط دیگر پژوهشگران (مانند گویتین، ۱۹۵۵) تأیید شد، بر وجود طبقه بالای فعال یهودی، شامل بانکداران، مالیات‌گیران، خزانه‌داران دربار و خزانه‌داران در دیوان‌های خلافت عباسی، فاطمی و ایلخانی (قرن ۱۰ تا ۱۴) تأکید کرد که به دلیل مهارت‌ها و همبستگی خود به عنوان طبقه تجاری یهودی، تأثیر قابل توجهی به عنوان یهودیان دربار داشتند.
پس از یک سری از سفرها به کشورهای مختلف شمال آفریقا، خاورمیانه، آسیای مرکزی و هند که عمدتاً در سال‌های ۱۹۲۶-۴۵ انجام شد، فیشل تعدادی مطالعات، مقالات و گزارش‌های قابل توجه درباره تاریخ و شرایط زندگی جوامع یهودی در عراق، کردستان، ایران، افغانستان و هند منتشر کرد. بسیاری از این آثار به یهودیان ایرانی اختصاص داشت و طیف وسیعی از موضوعات مانند تاریخ اجتماعی، سیاسی و اقتصادی آنها در دوره‌های قرون وسطی و پیشامدرن (فیشل، ۱۹۳۷، ۱۹۵۰، ۱۹۸۲)، ادبیات دینی و دنیوی آنها (۱۹۴۹)، سنت‌های مذهبی و فرهنگی آنها (۱۹۵۲) و جنبه‌هایی از زندگی اجتماعی و مذهبی آنها (۱۹۵۳) را پوشش می‌داد.
دومین زمینه تحقیقاتی فیشل عمدتاً حول تاریخ و تاریخ‌نگاری اسلامی قرون وسطی بود. اولین کار بزرگ او در این زمینه مطالعه «خاطرات‌نویسی» (تعریف) ابن‌خلدون (۱۳۳۲-۱۴۰۶) بود (فیشل، ۱۹۵۲). کتاب دوم او نیز به ابن‌خلدون اختصاص داشت (فیشل، ۱۹۶۷) و به تفصیل نحوه تأثیر فعالیت‌های رسمی، تجربیات شخصی و فعالیت‌های عمومی متنوع او در طول سال‌هایی که در مصر اقامت داشت، بر متدولوژی و نگارش تاریخی‌اش را بررسی کرد.
فیشل که به عنوان سردبیر بخش شرقی دایره‌المعارف یهودی خدمت می‌کرد، همچنین مقالات، آثار و ترجمه‌های متعددی به حوزه مطالعات یهودی ارائه داد. او به مدت ده سال (۱۹۴۸-۵۸) ریاست دپارتمان مطالعات سامی را در برکلی بر عهده داشت و جوایز و بورسیه‌های متعددی از جمله بورسیه گوگنهایم (۱۹۵۹-۶۰)، بورسیه فولبرایت مقیم در هند (۱۹۶۳-۶۴)، جایزه فولبرایت ارشد (۱۹۷۱) و جایزه علوم انسانی دانشگاه کالیفرنیا (۱۹۶۷-۶۸) را دریافت کرد.